# Corythalia tropica
Corythalia tropica là một loài nhện trong họ Salticidae.
Loài này thuộc chi Corythalia. Corythalia tropica được Cândido Firmino de Mello-Leitão miêu tả năm 1939.